# Minasteron
Minasteron is een geslacht van spinnen uit de familie mierenjagers (Zodariidae).

## Soorten
Het geslacht kent de volgende soorten:
- Minasteron minusculum Baehr & Jocqué, 2000
- Minasteron perfoliatum Baehr & Jocqué, 2000
- Minasteron tangens Baehr & Jocqué, 2000